# Kurt Baller
Kurt Gerhard Baller (Pseudonym: Bert Kurall; * 16. Oktober 1947 in Radebeul; † 31. Oktober 2020 in Nuthetal / Ortsteil Bergholz-Rehbrücke) war ein deutscher Autor, Historiker und Journalist.

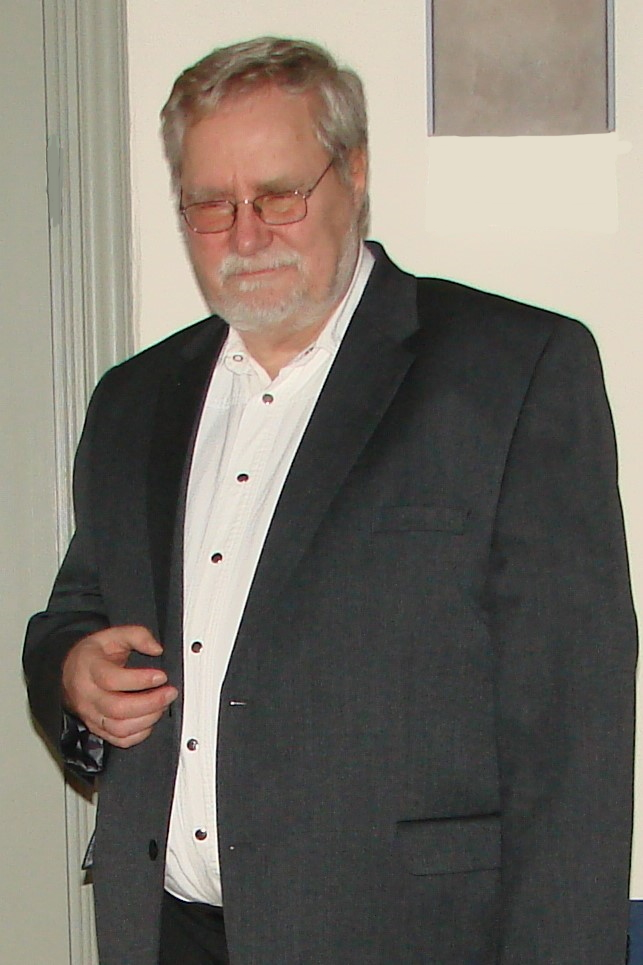
Kurt Baller im Jahr 2016

## Leben
Kurt Baller war von Geburt an sehbehindert und besuchte aus diesem Grund Sonderschulen für Blinde und Sehschwache bis zum Abitur. Er studierte ab 1967 Germanistik und Geschichte an der Pädagogischen Hochschule Potsdam. Zu den Professoren, bei denen er studierte, gehörten der Sprachwissenschaftler/Linguist  Wilhelm Schmidt, der Literaturwissenschaftler  Hans Marnette  und der Historiker Kurt Finker.
Nach dem Studium war die ursprünglich geplante Ausübung des Lehrerberufs nicht möglich. Er nahm eine Stellung als hauptamtlicher Funktionär der FDJ bzw. des FDGB in unterschiedlichen Unternehmen und Institutionen an.  Ab 1981 begann er seine Tätigkeit als Historiker, die er bis 1990 ausübte.
Im Jahr 1991 nahm er ein zweites Studium auf, das er 1992 als Diplomsozialpädagoge abschloss. Bis 2003 war er als Sozialarbeiter tätig. Danach begann seine freiberufliche Autorentätigkeit.

## Schaffen
Seine Tätigkeit als Autor begann 1981. Bis 1990 war der Schwerpunkt seines Schaffens die Gewerkschaftsgeschichte  in der Provinz Brandenburg bzw. im Land Brandenburg und im Bezirk Potsdam. In dieser Zeit entstand die Schrift Der höchste Feiertag. Zum 1. Mai 1890 in der Provinz Brandenburg. Im Zeitraum 1981 bis 1990 verfasste er darüber hinaus die Chronik der Gewerkschaftsbewegung in der Provinz und im Land Brandenburg 1945/1952. Er beschäftigte sich mit der Entwicklung der Industriegewerkschaften und des FDGB auf dem Gebiet der Provinz Brandenburg bzw. des Bezirkes Potsdam.
Ab 1991 verlagerte sich sein Arbeitsschwerpunkt auf die Geschichte des Landes Brandenburg unter besonderer Berücksichtigung der Stadt Potsdam und des Ortes Bergholz-Rehbrücke. Dabei konzentrierte er sich auf bedeutende Persönlichkeiten des Landes bzw. der Region wie z. B. Friedrich II. oder Hans Kania (Potsdamer Historiker). Diese Arbeiten waren mit umfangreichen Recherchen in Bibliotheken und Archiven verbunden.
Neben wissenschaftlichen und landesgeschichtlichen Beiträgen verfasste er auch populäre Schriften wie z. B. 1000 Bauern- und Wetterregeln, das Kochbuch mit Rezepten aus der Nachkriegszeit Als Schmalhans kochte und eine Sammlung mit Trinksprüchen. Darüber hinaus schrieb er für Regionalzeitungen und Zeitschriften  Beiträge zu historischen Themen aus dem Land Brandenburg bzw. der Region.

## Publikationen
- Chronik der Gewerkschaftsbewegung in der Provinz und im Land Brandenburg 1945–1952. Potsdam 1987.
- Der höchste Feiertag. Zum 1. Mai 1890 in der Provinz Brandenburg. Potsdam 1989.
- mit Karin Baller: Als Schmalhans kochte. 75 Rezepte aus der Kriegs- und Nachkriegszeit 1945/46. Verlag docupoint, Magdeburg 2006, ISBN 3-938142-87-1.
- Gewerkschaftlicher Neubeginn in Brandenburg 1945/46. Landeszentrale für politische Bildung Brandenburg, Potsdam 1996.
- 100 Potsdamer Rätselbiographien. Schwarzdruck, Potsdam 1998, ISBN 3-933297-01-X.
- mit Marlies Reinholz: Das alte Potsdam des Prof. Dr. Hans Leopold Kania. Band 1, Verlag docupoint, Magdeburg 2006, ISBN 3-939665-07-X.
- mit Marlies Reinholz: Das alte Potsdam des Prof. Dr. Hans Leopold Kania. Band 2, Verlag docupoint, Magdeburg 2007, ISBN 978-3-939665-31-1.
- mit Marlies Reinholz: Das alte Potsdam des Prof. Dr. Hans Leopold Kania. Band 3, Verlag docupoint, Magdeburg 2007, ISBN 978-3-939665-51-9.
- mit Marlies Reinholz: Potsdam im Zweiten Weltkrieg. Eine Chronik. Verlag docupoint, Magdeburg 2010, ISBN 978-3-86912-021-8.
- Potsdam. Erforschtes, Erzähltes, Erlebtes. Verlag docupoint, Magdeburg 2012, ISBN 978-3-86912-073-7.
- Alte Schule – Neues Haus. Die alte Schule Bergholz-Rehbrücke 1894 bis 2014. Mehrgenerationenhaus Nuthetal, Nuthetal 2014, ISBN 978-3-00-045903-0.
- mit Marlies Reinholz: Potsdam zwischen 1933 und 1939, eine Chronik. Band 1, 1933, Verlag Docupoint Magdeburg, 2011, ISBN 978-3-86912-061-4
- mit Marlies Reinholz: Potsdam zwischen 1933 und 1939, eine Chronik. Band 2, 1934/35, Verlag Docupoint Magdeburg, 2015, ISBN 978-3-86912-207-6
- mit Siegfried Lück: Gedenktafeln, -steine und Stelen in Potsdam. Verlag docupoint Barleben, 2016, ISBN 978-3-86912-213-7
- mit Ronald Rosenkranz: Wie war Bergholz-Rehbrücke? Eine Quellensammlung von den Anfängen bis 1945. Verlag docupoint Barleben, 2016, ISBN 978-3-86912-217-5
- mit Marlies Reinholz: Potsdam zwischen 1933 und 1939, eine Chronik. Band 3, 1936/37, Verlag Docupoint, 2018, ISBN 978-3-86912-152-9
- mit Marlies Reinholz: Potsdam zwischen 1933 und 1939, eine Chronik. Band 4, 1938/39, Verlag Docupoint, 2020, ISBN 978-386912-172-7